# Ящук Володимир Іванович
Володи́мир Іва́нович Ящу́к (нар. 1 грудня 1951 року, с. Надчиці Дубенського району на Рівненщині) — краєзнавець, поет.

## Біографія
Виростав у м. Ковелі, селах Брище на Волині, Бронники біля Рівного. У 1968 році закінчив середню школу № 2 в селищі Клевань. Працював на Рівненському поштамті. У 1969 році поступив на філологічний факультет Рівненського педагогічного інституту (спеціальність — українська мова і література), який закінчив у 1973 році. Відтоді — в пресі (Дубровиця, Радивилів, Рівне). Проходив військову службу на ракетній базі біля Москви — станція Трудова (1978–1980).
З 1976 року живе в м. Радивилові. Працював відповідальним секретарем, заступником редактора, у 2005–2006 і 2011 роках — редактор радивилівської районної газети «Прапор перемоги». У цій же газеті працював як журналіст і в 2017 - 2019 роки. Співпрацює з обласними друкованими та всеукраїнськими Інтернет-виданнями. У 1993–2000 роках за сумісництвом працював у редакційній колегії з випуску серії книг «Реабілітовані історією» при Рівненській обласній організації Національної спілки письменників України, вивчав матеріали і збирав документальні свідчення в Радивилівському, Дубенському, Млинівському і Острозькому районах. Викладав краєзнавство в Радивилівському загальноосвітньому ліцеї. Редактор ВІКІПЕДІЇ, інтернет-виданнь.

## Творчість
Автор книг:
- «Радивилів. Краєзнавчі матеріали» (2004),
- «Радивилів у перегуках віків» (2014).
- «Слова» (2014),
- «Володимир Варфалюк: З людьми і для людей» (2015).
- «Радивилів у перегуках віків» (2020 - друге видання, доповнене).

Автор численних публікацій на краєзнавчу тематику у збірниках, альманахах, газетах. З літературними творами друкувався в журналі «Погорина» (Рівне). Редактор, упорядник книг серії «Реабілітовані історією» (Рівне), випущених редколегією при Рівненській обласній організації НСПУ. Упорядник більше десяти літературних альманахів Радивилівського загальноосвітнього ліцею. Досліджував творчість Євгена Шморгуна, Петра Велесика та ін. Займається художньою фотографією. Бере участь у науково-краєзнавчих конференціях, публікує статті в збірниках цих конференцій. Редактор окремих книг краєзнавців Дмитра Чобота, Надії Мельник та ін.
Почесний член Національної спілки краєзнавців. Лауреат регіональної краєзнавчої премії «За відродження Волині». Член Національної спілки журналістів України. Нагороджений Дипломом її секретаріату.

## Збірки
поетичні:
- Слова. — Броди, Просвіта, 2014. — 65 с.
- Межа [Архівовано 27 червня 2011 у Wayback Machine.] ,
- Рубаї ,
- Велесова книга [Архівовано 7 листопада 2008 у Wayback Machine.] та ін.,

## Інше
- фотоальбоми [Архівовано 27 березня 2008 у Wayback Machine.] краєзнавчої тематики та художніх світлин (представлені в Інтернеті).